# 綾羅木郷遺跡
綾羅木郷遺跡（あやらぎごういせき）は、山口県下関市綾羅木にある、弥生時代前期を中心とする複合遺跡。国の史跡に指定されている。

## 概要

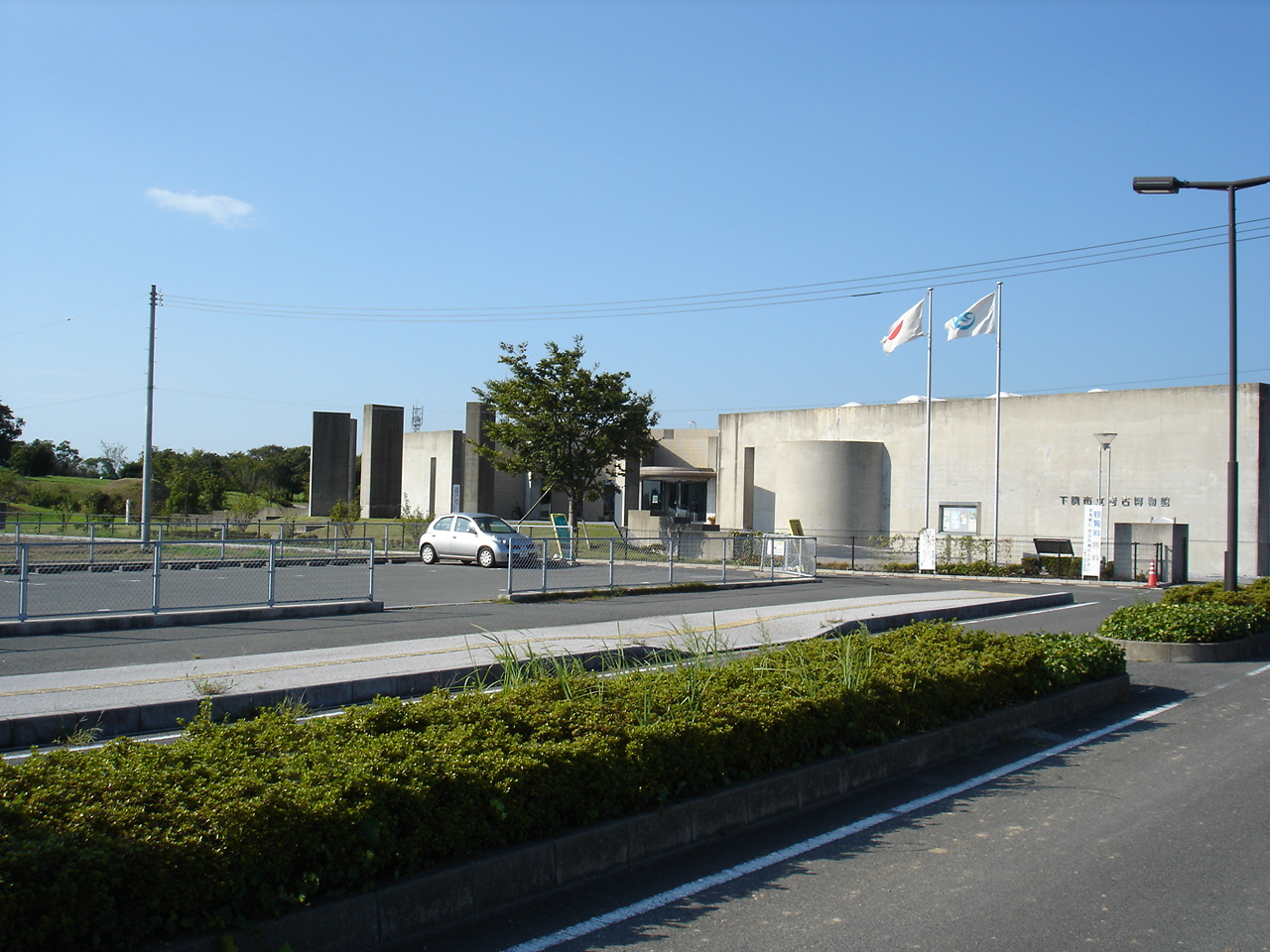
下関市立考古博物館

本遺跡は標高20～30メートルの珪砂台地（綾羅木郷台地）上に位置する。
弥生集落の人口は前期末にピークに達し、中期初頭に分村拡散によって縮小していった 。この集落は、出土の動・植物遺体から半農半漁の集落で、クジラ・タイ・多くの貝類、アワビオコシやヤスなどが生業をよく表しており、イノシシ・ニホンジカ・カモなどの遺体は狩猟活動も行っていたことがわかる。
出土品・検出遺構の主なものとしては、弥生時代の環濠集落のものと思われる環濠や、多数の貯蔵穴、その貯蔵用穴から各種の土器や石器、少数の鉄器などが挙げられる。
また、台地上には前方後円墳や墳墓の石棺などが残るほか、下関市内の別の場所から移された横穴式の円墳も存在する。台地上に複数の遺構が存在しており、その後の発掘調査において、古墳時代のものや、平安時代から鎌倉時代、室町時代にかけての遺構も検出されている。
綾羅木郷遺跡の南側には下関市立考古博物館があり、綾羅木郷遺跡、延行条理遺跡、伊倉遺跡、その他近隣の遺跡からの各種出土品など発掘研究の成果が展示されている。

## 沿革

### 年譜
- 1898年、鍵谷徳三郎が弥生土器と石器を確認[3]
- 1956年、本格的な発掘調査を開始
- 1969年3月8日、業者による破壊が始まる
- 1969年3月11日、国の史跡に緊急指定
- 1981年12月23日、国の史跡に追加指定
- 1995年5月13日、下関市立考古博物館開館

### 史跡指定の経緯
現地からは鋳型の材料となる硅砂が産出しており、遺跡の一部は名古屋市の採掘業者である瓢屋（ひさごや）が採掘権を持ち、1963年から「弥生砂」として硅砂の採掘を行っていた。市の調査が始まってからは業者も採掘を控えていたが、1969年3月8日夜から翌朝にかけてブルドーザー10台を投入し、遺跡を破壊して採掘を強行した。これにより未調査の南部は完全に破壊された。瓢屋社長の堀江静夫によると、文化財に指定されると採掘ができなくなり、補償も期待できないので採取に踏み切ったという。ベトナム戦争の影響によりベトナム産硅砂の輸入が止まった事も背景にあると見られる。その後も業者は採掘を強行していたが、事件から3日後の3月11日に至り、遺跡の一部が緊急に国の史跡として指定され、業者は破壊ができなくなった。瓢屋は史跡指定の取り消しを求めて同年6月に訴訟を起こしたが、1981年に国と和解した。

## 参考画像

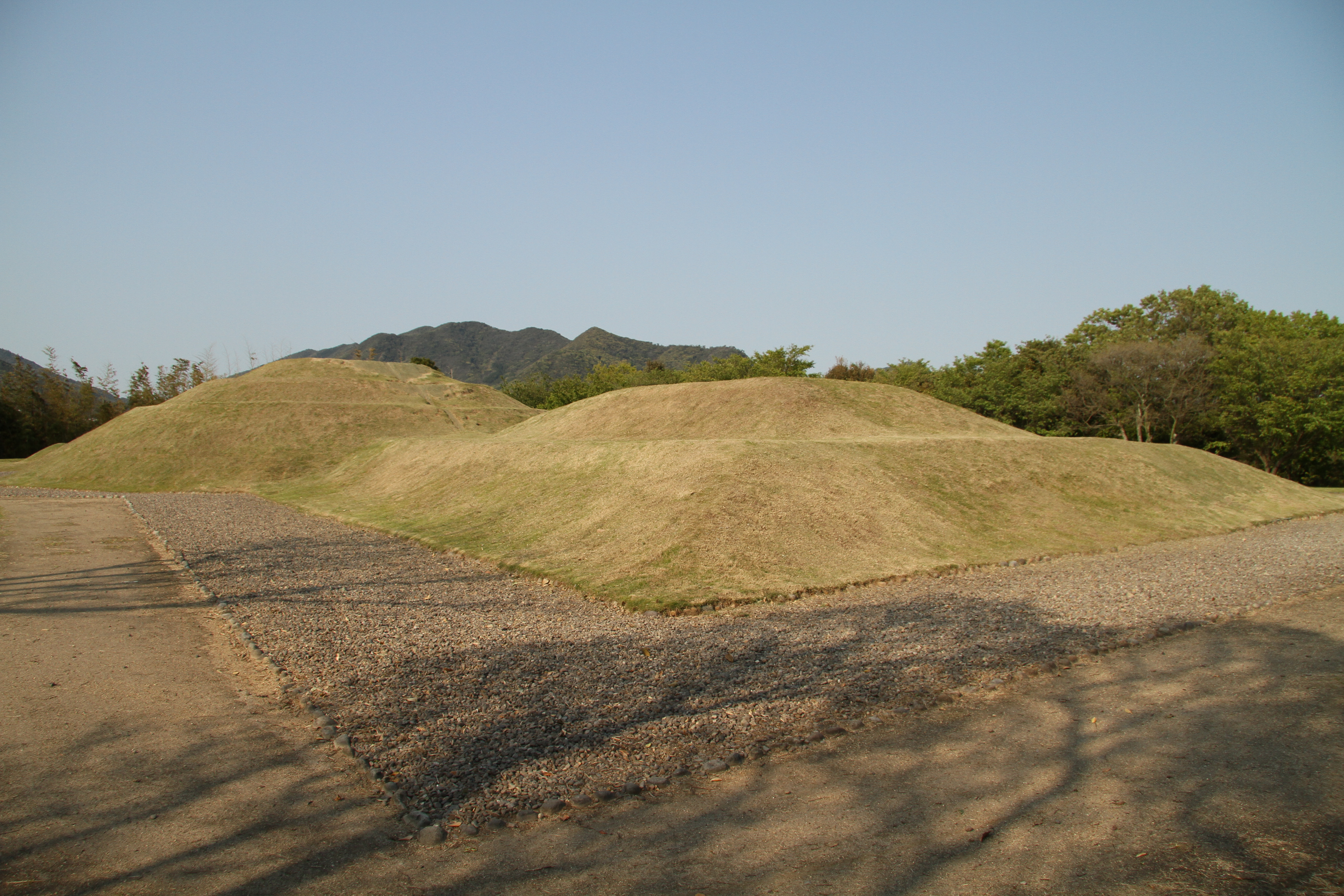
前方後円墳の若宮1号墳
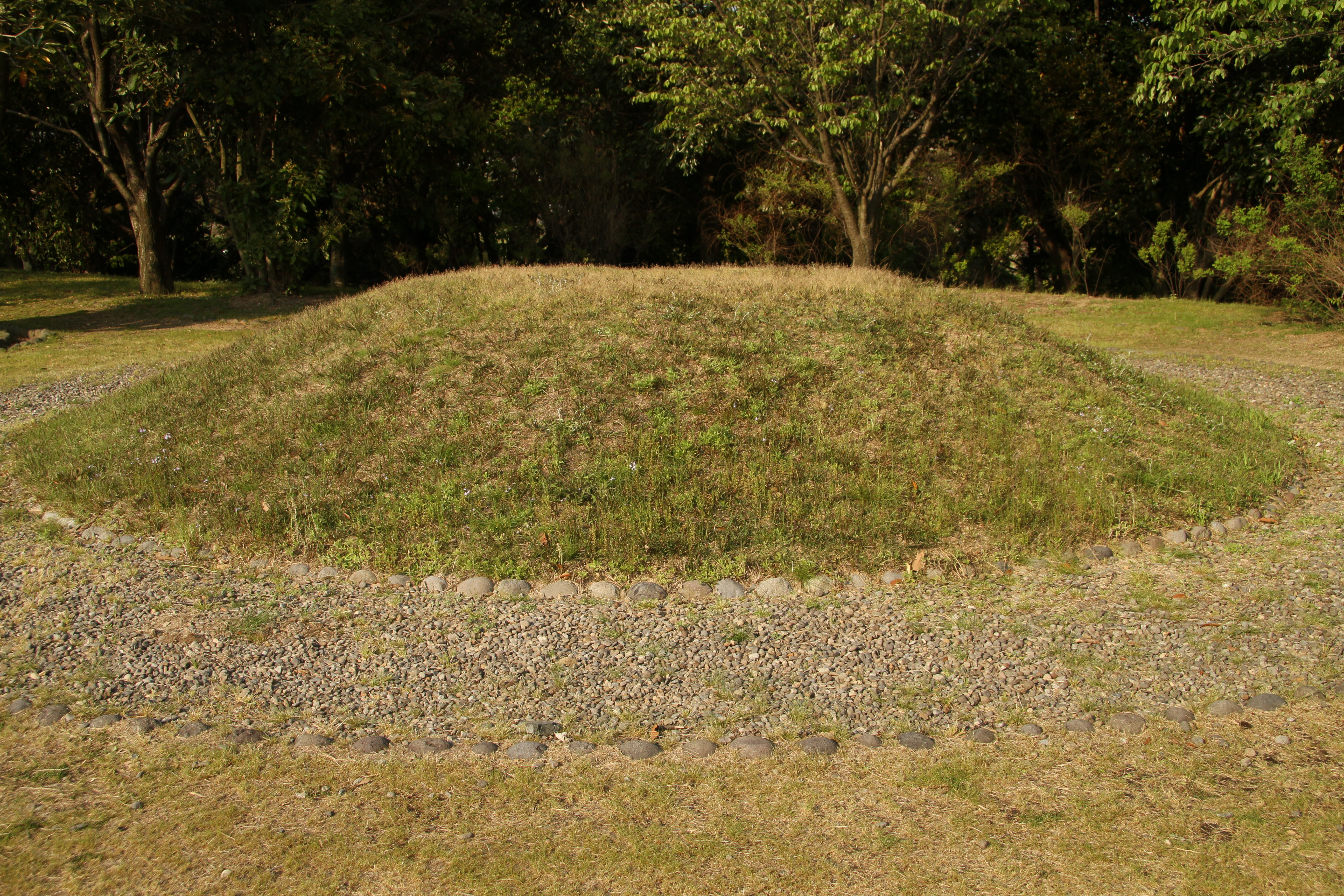
円墳の若宮2号墳
箱式石棺が復元された弥生時代の墳丘墓
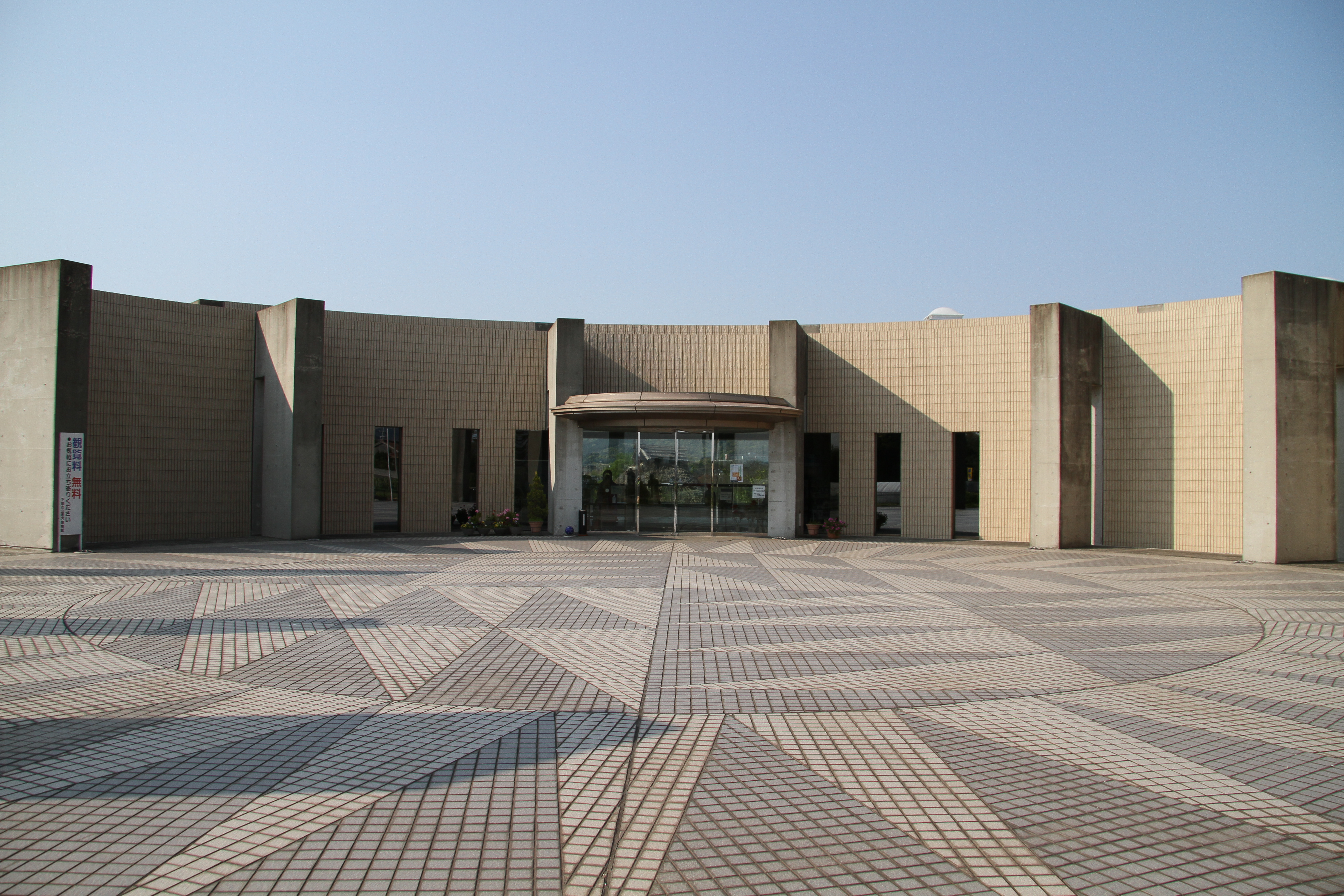
下関市立考古博物館